# Franz von Roques
Pour les articles homonymes, voir Roques.
Franz von Roques (1er septembre 1877 – 7 août 1967) est un général allemand pendant la Seconde Guerre mondiale. Il est le commandant de la zone arrière du groupe d'armées Nord de mars 1941 à avril 1943.

## Seconde Guerre mondiale
Roques est le descendant de huguenots ayant fui la France vers les territoires allemands. Adolf Hitler le considère comme un membre des « ultra-réactionnaires » de la Wehrmacht, des officiers plus âgés ayant une mauvaise opinion du nazisme.
En mars 1941, Roques est nommé commandant de la zone arrière du groupe d'armées Nord ; prenant ce poste en juillet 1941. Notamment, son cousin Karl von Roques a servi comme commandant de la zone arrière du groupe d'armées Centre. Roques n'est pas enthousiasmé par l'idée d'Adolf Hitler de mener une guerre raciale. Fin juin et début juillet 1941, Roques informe son supérieur Wilhelm Ritter von Leeb des massacres de Juifs perpétrés par l'Einsatzgruppe A, les auxiliaires lituaniens et les hommes de la 16e armée à l'extérieur de Kaunas. Il exprime son opposition aux fusillades massives, affirmant que ce n'est pas la bonne manière de résoudre la question juive. Leeb lui répond son incapacité à faire face à ces incidents, les deux soldats convenant finalement qu'il serait peut-être « plus humain » de stériliser les hommes juifs. Ni l’un ni l’autre ne prendront de mesures pour empêcher de nouveaux massacres. Selon l'historien Johannes Hürter, l'échange entre Roques et Leeb montre que les officiers avaient peut-être de faibles préoccupations morales, mais qu'ils ont finalement toléré le meurtre de masse en excusant leur inaction par des allégations d'impuissance.
Roques critique parfois le comportement des forces de sécurité allemandes. Il qualifie de manière désobligeante les escadrons de la mort SS de « chasseurs de têtes » et traite Joachim von Ribbentrop d'« idiot ». Son chef d'état-major, Arno Kriegsheim, déclare que tuer des civils juifs est « indigne » des soldats allemands. Roques a également mis du temps à mettre en œuvre certaines politiques de l'Holocauste : tout en ordonnant à tous les Juifs de ses territoires de porter l'insigne jaune, il n'a accordé qu'une faible priorité à l'organisation de ghettos et n'a donné que de vagues ordres aux divisions de sécurité sous son commandement.
En fin de compte, cependant, Roques a finalement suivi les ordres qui lui avaient été donnés et a coopéré avec les agences les plus favorables à l'Holocauste et à d'autres crimes. Par exemple, il a permis au SS- Brigadeführer Franz Walter Stahlecker, chef de l'Einsatzgruppe A, d'agir en toute impunité en Lettonie. Selon l'historien Valdis O. Lumans : « – à l'exception des moqueries accidentelles – von Roques est resté en dehors du sujet et a détourné le regard ». Comme d'autres zones arrière du groupe d'armées, les territoires sous le contrôle de Roques sont devenus les sites de massacres pendant l'Holocauste et d'autres crimes contre l'humanité visant la population civile. Les commandants de zone arrière opéraient en parallèle et en coopération avec les chefs supérieurs des SS et de la police, nommés par le chef SS Heinrich Himmler pour chacune des zones arrière du groupe d'armées. Selon les mots de l'historien Michael Parrish, les commandants de l'armée « présidaient à un empire de terreur et de brutalité ».